# Simbolismo de los colores

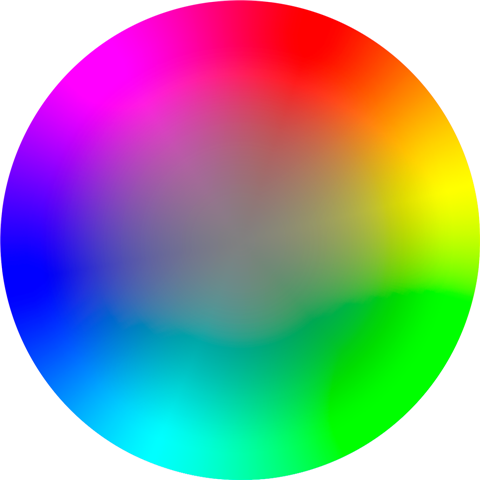
Círculo de color (tono-saturación).

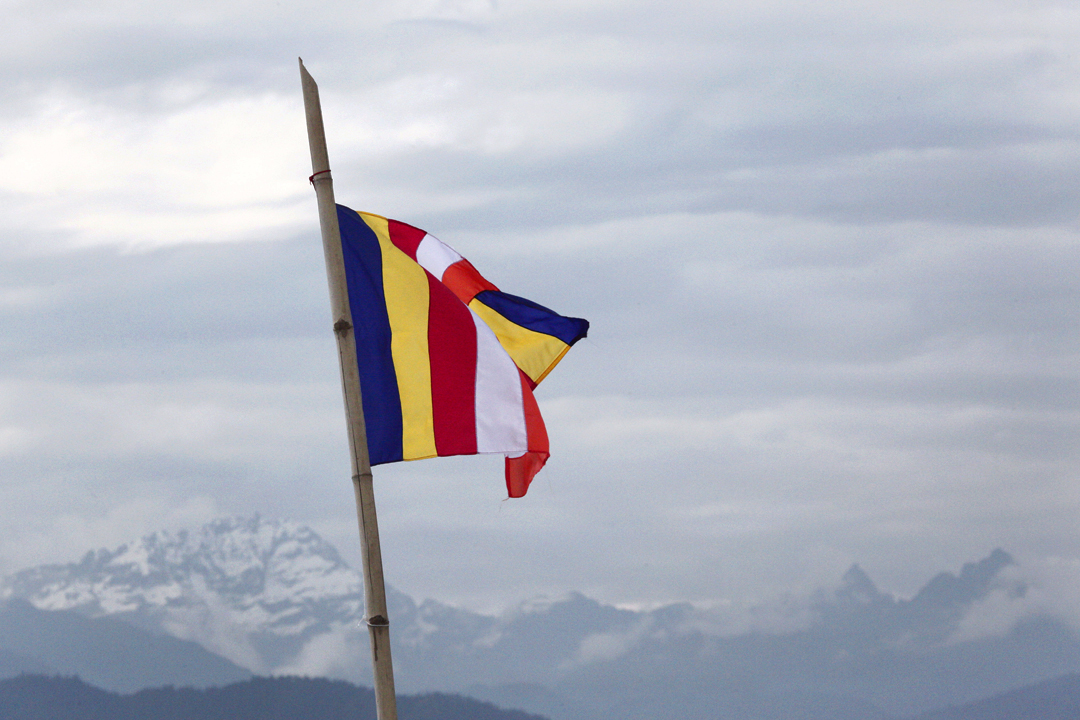
Banderas como la de Bután se basan generalmente en el simbolismo de los colores.

El simbolismo del color en el arte y la antropología se refiere al uso del color como símbolo en diversas culturas. Existe una gran diversidad en el uso de los colores y las asociaciones sociales y morales entre culturas e incluso dentro de la misma cultura en diferentes lugares y períodos de tiempo.
El mismo color puede tener asociaciones muy diferentes dentro de la misma cultura en cualquier momento. La diversidad en el simbolismo del color ocurre porque los significados del color y el simbolismo ocurren sobre una base individual, cultural y universal. El simbolismo del color también depende del contexto y está influenciado por los cambios producidos a lo largo del tiempo .
Las representaciones simbólicas de conceptos o artículos religiosos también incluyen un color específico con el cual se asocia el concepto u objeto.
Entre los hombres más primitivos, solo existen dos términos de color, la luz blanca del día se opone a la oscuridad de la noche. 
Durante la Antigüedad se favorece el negro, blanco y rojo. El rojo conlleva un significado de tela teñida, el negro de tela sucia y sin teñir y el blanco de tela sin teñir, pura y limpia. Los códigos sociales y los sistemas de representación giran en torno a estos valores hasta la plena Edad Media. En el área indoeuropea, el blanco está asociado a funciones sacerdotales, el rojo, con el naranja y el amarillo, a la guerra y el negro con el verde y los tonos oscuros, a funciones productivas.
En la Edad Media, el uso de los colores divide a la Iglesia Católica. Michel Pastoureau caracteriza como  'cromófobos' a los prelados que, como Bernardo de Claraval, creen que los colores representan la materia vil y son un artificio inútil agregado por el hombre a la Creación. Suprimen la decoración de lugares, libros, ropa y utensilios de culto. Al contrario, hay otros, 'cromófilos' como los cluniacenses o el abad Suger, que asimilan los colores a la luz y por tanto al Espíritu y promueven su uso. Aquí, el 'color' se opone al blanco, negro, gris o crudo. El color blanco es el de la divinidad. Los defensores del uso de los colores predominan desde finales del siglo XII. Los principales colores medievales (blanco, amarillo, rojo, verde, azul y negro) se difunden en la vestimenta y en las iglesias.
En esa época, el cristianismo influyó profundamente en el simbolismo de los colores: el blanco expresaba pureza, humildad y liberalidad. El negro pasa a ser un reflejo de la humildad y la penitencia desde el siglo IX, convirtiéndose en el color obligatorio de la vestimenta monástica. Los azules, considerados anteriormente una mera variedad del negro, adquieren a finales del siglo XI un significado autónomo: el color celeste se muestra en el velo de la Virgen, y se convirtió en el símbolo de la serenidad, la sinceridad y se extiende a la vestimenta  y los escudos de armas. El amarillo, el color que es a la vez el del oro y el azufre maligno, es asociado con la enfermedad, el declive (el amarillo es un color que se extingue, mate y triste en comparación con el oro o la luz solar, fuente de energía y vida), la traición, el color del vestido de Judas desde el siglo XII). El verde, pigmento difícil de fijar por los tintoreros, simboliza la inestabilidad (asociada al amor, la infancia, la suerte y el azar), el color del Islam o la del diablo desde el siglo XIII, de manera que representaba la naturaleza entre los románticos. El negro, símbolo de la oscuridad y la muerte, se convirtió en 'un color de moda' desde el siglo XIV hasta el XVI y fue el color real hasta mediados del siglo XVII. A pesar de que sigue estando asociado con la brujería y el luto, el negro fue adoptado en todos los tribunales europeos tras las leyes suntuarias que prohibían  a los aristócratas romanos que usaran ropa de colores consideradas ostentosas cuando llegó la peste negra. Un soneto anónimo condensó todo el simbolismo que alcanzaban los colores en el Siglo de Oro, hacia el año 1593:
«Es lo blanco castísima pureza; / amores significa lo morado; / crüeza o sujeción es lo encarnado; / negro es crudo dolor; claro, tristeza. / Naranjado se entiende que es firmeza; / rojo claro, venganza, y colorado, / alegría, y si escuro lo morado, / congoja, y si es claro anuncia alteza. / Es lo pardo trabajo; azul es celo; / turquesado, soberbia, y lo amarillo / es desesperación. Verde, esperanza. / De suerte que ya que diese el cielo / licencia en el dolor, para decillo / bien se puede mostrar por semejanza.»

## Asociaciones genéricas de los colores
El color en general, tiene su simbolismo, y cada campo cromático en particular, se asocia con determinados significados que han sido confirmados en el tiempo y en cada cultura o han tomado un nuevo significado siguiendo los cambios en las costumbres, tecnología o hechos históricos.

### Rojo
El rojo es un color primario, el color cálido por excelencia, dinámico y excitante. A menudo se le asocia con el amor, la pasión y la lujuria. Se usa frecuentemente en relación con el Día de San Valentín. También se puede usar para indicar peligro o advertencia, pero también se asocia con la importancia. Por ejemplo, se usa para las señales de alto [stop] y en los camiones de bomberos. En China, el rojo es usado frecuentemente para simbolizar la buena suerte o la felicidad, y para muchos días festivos o bodas.

### Verde
Se utiliza con mayor frecuencia para representar la naturaleza, la vegetación, la curación o la fertilidad, ya que es un color dominante en la naturaleza. Simboliza la serenidad y la esperanza. Puede ser un color  relajante, pero también se usa en determinados países para simbolizar el dinero, la codicia o los celos. Decir que alguien está 'verde' significa que es inexperto o nuevo.

### Azul
El azul es un color primario, el color frío por excelencia. Es el color del océano y el cielo; a menudo simboliza la serenidad, la estabilidad o la inspiración. Indica reposo y recogimiento y simboliza el descanso, el cielo y el agua. Es el color de la calma y simboliza la confiabilidad. En la Iglesia Católica, la Virgen María es representada con mayor frecuencia vestida de azul, para simbolizar estar 'llena de gracia' por el favor divino. El azul es frecuentemente utilizado para la ropa o los dormitorios de los bebés varones, aunque es discutida la razón por la que el azul está tan fuertemente asociado con los niños.

### Blanco
El blanco simboliza la perfección, la pureza, la fe, la inocencia, la suavidad y la limpieza. Las novias a menudo usan vestidos blancos para simbolizar la virginidad o la pureza.

### Negro
El negro, en la cultura occidental, es considerado un color negativo y generalmente simboliza las tinieblas, la muerte, el dolor o el mal. La gente suele vestirse de negro para el duelo, aunque esta práctica no está tan extendida como en el pasado.

### Amarillo
Amarillo es un color primario, luminoso. Es un color frecuentemente asociado con la luz del sol o la alegría. Pero a veces se usa en asociación con envidia, locura, cobardía o miedo, con una frase que lo resume, 'vientre amarillo'. A los niños les suele gustar este color y se usa para comercializar productos para niños; también se usa para autobuses escolares y taxis, ya que es un color brillante que se hace notar bien.

### Rosa, lavanda y violeta
El rosa y el lavanda se asocian con la suavidad, la ingenuidad, la feminidad, la gracia, la elegancia, la dulzura y el amor. Sin embargo, se cree que anteriormente se consideraba un color masculino, frecuentemente usado para bebés varones. Se estima que a principios del siglo XX se invirtieron los roles de género del rosa y el azul. El violeta simboliza la tristeza, el misterio y el misticismo.

## Los colores en el esoterismo
Según las creencias espirituales, el aura o campo energético es una radiación coloreada que rodea el cuerpo de una persona, animal u objeto. En algunas posiciones esotéricas, el aura se describe como un cuerpo sutil. Los psíquicos y los profesionales de la medicina holística a menudo afirman tener la capacidad de ver el tamaño, el color y el tipo de vibración del aura. Cada color del aura y su significado son únicos y están asociados a características diferentes. Todos los colores del aura y lo que significan están asociados a centros energéticos específicos llamados chakras.
En 1977, el esoterista estadounidense Christopher Hills publicó Nuclear Evolution: the Rainbow Body, que presentaba una versión modificada de la anatomía ocultista de Ledbiter. Mientras Ledbiter dibujaba cada chakra utilizando formas complejas y detalladas y múltiples colores, Hills los presentaba como una secuencia de centros, cada uno asociado a un color del arco iris. La mayoría de los autores posteriores de la Nueva Era basaron sus ideas sobre el aura en la interpretación de Hill de las ideas de Ledbiter.
A finales de la década de 1990, los chakras estaban menos vinculados a sus raíces teosóficas e hindúes y más impregnados de las ideas de la Nueva Era. Varios libros de la Nueva Era sugieren diferentes conexiones entre cada chakra y el color, rasgos de carácter, enfermedades, ordenanzas cristianas, etc.
Las pruebas de capacidades psíquicas mediante la observación de supuestas emanaciones del aura han fracasado repetidamente. Los intentos de demostrar científicamente la existencia del aura han fracasado repetidamente; por ejemplo, los seres humanos son incapaces de ver el aura en la oscuridad total, y el aura nunca se ha utilizado con éxito para identificar a las personas cuando sus rasgos de identificación estaban oscurecidos en pruebas controladas. Un estudio de 1999 concluyó que las señales sensoriales ordinarias, como el calor corporal emitido por el cuerpo, pueden confundirse con la evidencia de un fenómeno metafísico.

## Colores litúrgicos
Los colores han sido empleados en la liturgia de diversas religiones. La Iglesia Católica utiliza estos colores según sus fiestas:
- Rojo: Fiesta del Espíritu Santo, la Pasión, mártires y apóstoles.
- Verde: Desde Epifanía a Septuagésima y desde Pentecostés hasta Adviento.
- Blanco: Fiestas de Jesús y la Virgen, ángeles, santos no mártires y desposorios.
- Negro: Viernes Santo en oficios de difuntos.
- Morado: Adviento y Cuaresma.